# Francesca Napodano
Francesca Napodano (ur. 17 stycznia 1999 w Casale Monferrato) – włoska siatkarka, grająca na pozycji libero.

## Sukcesy klubowe
Liga włoska:
- 2021

Puchar Challenge:
- 2022[6]

## Sukcesy reprezentacyjne
Letnia Uniwersjada:
- 2019[7]